# Palachia gerhardi
Palachia gerhardi är en stekelart som beskrevs av Boucek 1998. Palachia gerhardi ingår i släktet Palachia och familjen gallglanssteklar. Inga underarter finns listade i Catalogue of Life.